# Batalla de Versinikia
La batalla de Versinikia (en búlgaro: Битката при Версиникия; en griego: Μάχη της Βερσινικίας) fue un enfrentamiento librado el 22 de junio de 813 entre el Imperio bizantino y el Imperio búlgaro cerca de la ciudad de Adrianópolis, en la actual Turquía.
A pesar de ser ampliamente superados en número, los búlgaros salieron victoriosos, dando como resultado el destronamiento de Miguel I Rangabé (811-813) por León V el Armenio. La batalla fue un gran éxito y fortaleció aún más la posición de Bulgaria después de su victoria decisiva sobre Nicéforo I dos años antes. En efecto, después de la batalla tomaron control de la totalidad de la Tracia oriental (hasta el Tratado de 815) con la excepción de unos pocos castillos que permanecieron en dominio bizantino. Por primera vez en la historia de Bulgaria, la muralla de Constantinopla fue abierta. Desafortunadamente para los búlgaros, el gran kan Krum murió a la altura de la preparación para el asedio final de la capital bizantina el 13 de abril de 814.

## Preludio
Después de la gran victoria sobre el ejército bizantino del emperador Nicéforo I en la batalla de Pliska en 811, el Imperio bizantino se encontraba en una situación realmente difícil. El hijo de Nicéforo (y legítimo heredero) Estauracio, quien fue seriamente herido en la batalla, fue depuesto en el otoño del mismo año, después de un golpe de Estado en el palacio. Miguel I Rangabé, curopalates'' (guarda del palacio) durante el reinado de Nicéforo I, fue proclamado emperador.
Bulgaria, que había sufrido fuertes pérdidas y grandes daños materiales durante la campaña de Nicéforo, también tuvo que reorganizar su ejército y sus recursos y no fue capaz de avanzar hasta el año siguiente. Los ataques búlgaros fueron concentrados principalmente en Tracia pero también a lo largo del valle del río Estrimón (Struma). Muchas ciudades fueron capturadas y su población fue enviada hacia el norte de Bulgaria a través del Danubio. El ataque causó tal pánico entre la población bizantina que varios pueblos fueron abandonados aun cuando no fueron atacados por los búlgaros. Los intentos de Miguel I para resistir fueron infructuosos, él organizó un ejército pero poco después que partió de Constantinopla tuvo que regresar debido a una conspiración.
Mientras tanto los búlgaros continuaron atacando Tracia pero en el otoño de 812 se les ofreció la paz. La delegación búlgara fue liderada por Dobromir pero el emperador bizantino rehusó firmar la paz debido a "la falta de sugerencias de sus asesores" como dice Teófanes. Sin embargo la verdadera razón fue probablemente el artículo 3 en el Tratado de 716 que decía: "Los refugiados (emigrantes, desertores) de ambas partes deberán entregarse mutuamente, si están conspirando contra las autoridades". Este artículo fue importante para los bizantinos durante el siglo VIII porque la autoridad de sus emperadores se debilitó pero, después de la crisis en Bulgaria a mediados del siglo VIII, esto se convirtió en un inconveniente para ellos. En respuesta a la negativa los búlgaros sitiaron Mesembria (Nesebar). Ellos tenían excelentes máquinas de asedio construidos por un emigrante árabe y pronto tomaron la ciudad donde encontraron 36 sifones de cobre utilizados para lanzar el famoso fuego griego y una enorme cantidad de oro y plata.

## Preparativos para la batalla
A pesar de la pérdida de Mesembria, los bizantinos no estaban dispuestos a solucionar la paz. Durante el invierno de 812-813 el kan Krum inicio intensos preparativos para un ataque contra Bizancio y Miguel I fue preparándose para defenderla. En febrero de 813 las fuerzas búlgaras hicieron varias incursiones de reconocimiento en Tracia pero rápidamente retiraban después de varios enfrentamientos con los bizantinos. La retirada fue considerada por el emperador bizantino como una victoria “según la providencia de Dios" y se animó a contraatacar.
Los bizantinos de nuevo reunieron un enorme ejército obtenido de todos los themas de su imperio incluidos los guardias de los pasos sirios. Debido a un descanso en el ejército, la campaña fue retrasada pero finalmente se partió de Constantinopla en mayo. La partida fue una celebración y la población de la ciudad incluyendo la emperatriz acompañaban a las tropas fuera de la muralla de la ciudad. Ellos incluso dieron regalos a los comandantes militares e invocaron a la guardia del emperador y luchar por los cristianos.

## La batalla

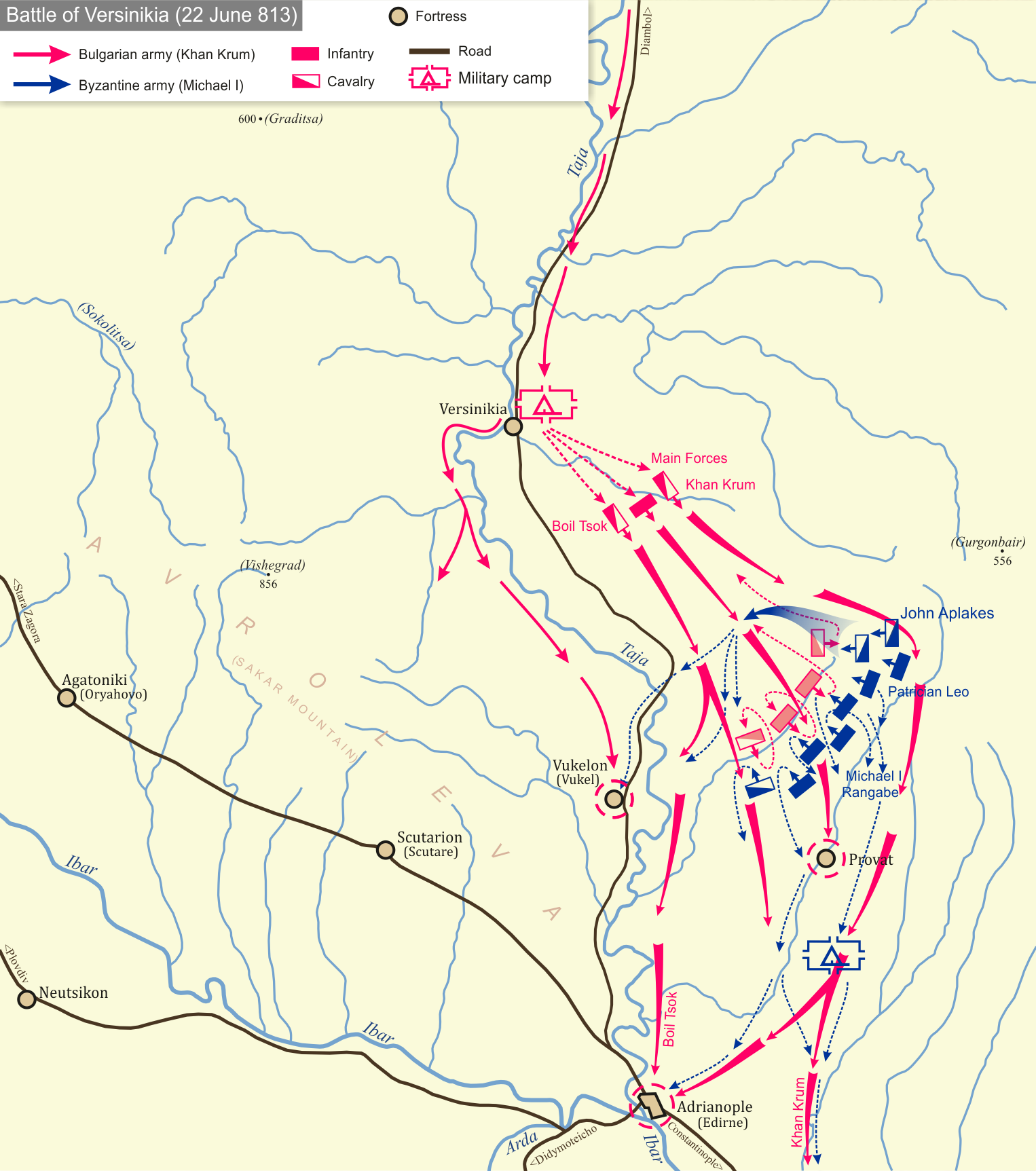
Movimientos de la batalla de Versinikia.

El ejército bizantino marchó hacia el norte pero no tomó ninguna acción para recuperar Mesembria. El 4 de mayo ocurrió un eclipse solar que asustó a los soldados bizantinos y bajó su moral. Ellos acamparon en las cercanías de Adrianópolis donde el ejército saqueó y robó a su propio país. En mayo el kan Krum también se dirigió a Adrianópolis. En junio ambos ejércitos establecieron sus campamentos uno cerca del otro cerca de la pequeña fortaleza de Versinikia al norte de Adrianópolis. El relato histórico (Juan Skylitzes en Sinopsis Historion, etc.) afirmó que el ejército bizantino era diez veces (algunos historiadores afirmaron incluso veinte veces) más grande que el ejército búlgaro. Eso fue probablemente sobrestimado pero sin duda el ejército bizantino fue significativamente mayor que el búlgaro. Por eso, los búlgaros se mantenían en una posición defensiva. A pesar de la superioridad numérica, logística y estratégica el ejército bizantino no confrontó a su adversario. Ambos ejércitos estuvieron tensos y ansiosos por haber esperado en armadura completa durante trece días en el caluroso verano de Tracia. Al final los nervios de los comandantes bizantinos no pasaron la prueba de los nervios y la resistencia. Algunos de ellos estaban dispuestos a atacar y el 22 de junio el strategos de Macedonia Juan Aplakes se dirigió a Miguel y dijo: "¿Cuánto vamos a esperar y morir? Yo atacare primero en el nombre de Dios y usted me seguirá con valentía. Y la victoria será nuestra porque somos diez veces más que ellos [los búlgaros]”.
La batalla fue corta: en la mañana del mismo día los bizantinos atacaron y el grupo de Aplakes confrontó a los búlgaros primero. Aplakes se las arregló para causar algunas bajas a los búlgaros pero desde el principio la mayor parte de los bizantinos estaban tan asustados que ni siquiera atacaron a sus enemigos. Los bizantinos no pudieron soportar incluso el primer contraataque búlgaro y cuando Krum avanzó con la caballería pesada contra el flanco izquierdo de los bizantinos ellos inmediatamente huyeron. El grupo de Anatolia fue el primero en huir seguido por todo el ejército. Los soldados de Aplakes se quedaron atrás y la mayoría de ellos murieron, incluyendo su comandante. La batalla tuvo lugar en un valle y cuando los búlgaros que estaban en las posiciones más altas vieron al enemigo en retirada en un principio sospecharon de una trampa. En efecto ellos también no esperaban alcanzar el éxito tan rápido y al principio no los persiguieron. Pero cuando los búlgaros estuvieron seguros de que el enemigo estaba huyendo de pánico su caballería pesada cargó sobre los bizantinos. Muchos de ellos murieron durante la huida, otros se escondieron en las diferentes fortalezas que fueron tomadas por los búlgaros una por una y los demás lograron llegar a Constantinopla. Los comandantes en jefe del ejército bizantino, incluido el emperador Miguel I Rangabé y León el Armenio, fueron los primeros en abandonar el campo de batalla. Los búlgaros tomaron el campamento bizantino y un rico botín incluido oro y armamento.
Después los cronógrafos bizantinos Genesius y Teófanes Continuatus acusan a León el Armenio como el principal responsable de la derrota, afirmando que él deliberadamente ordenó la huida de las unidades que aún no estaban involucradas en la batalla. Este punto de vista es aceptado por un gran número de estudiosos (John B. Bury, Steven Runciman, George Ostrogorsky, R.J.H. Jenkins, Warren Treadgold y otros.), mientras que otros (Vasil Zlatarski y un número de eruditos griegos) rechazan la responsabilidad de León, apuntando a una historia alternativa de Genesius y Teófanes Continuatus que también incluyen en sus textos.

## Consecuencias
La victoria en Versinikia empeoró aún más la trágica situación de Bizancio y el kan búlgaro tuvo la oportunidad de lanzar ataques en los alrededores de la capital bizantina. También se selló el destino de Miguel I Rangabé que fue obligado a abdicar y retirarse a un monasterio. El trono bizantino fue tomado por León V el Armenio (813-820) que fue distinguiéndose de su predecesor como un hombre enérgico y fuerte carácter. Él inmediatamente tomó precauciones apresuradas por la defensa de Constantinopla porque esperaba un asalto búlgaro.

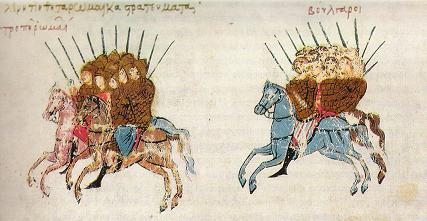
Los búlgaros aniquilan al ejército bizantino en Versinikia.

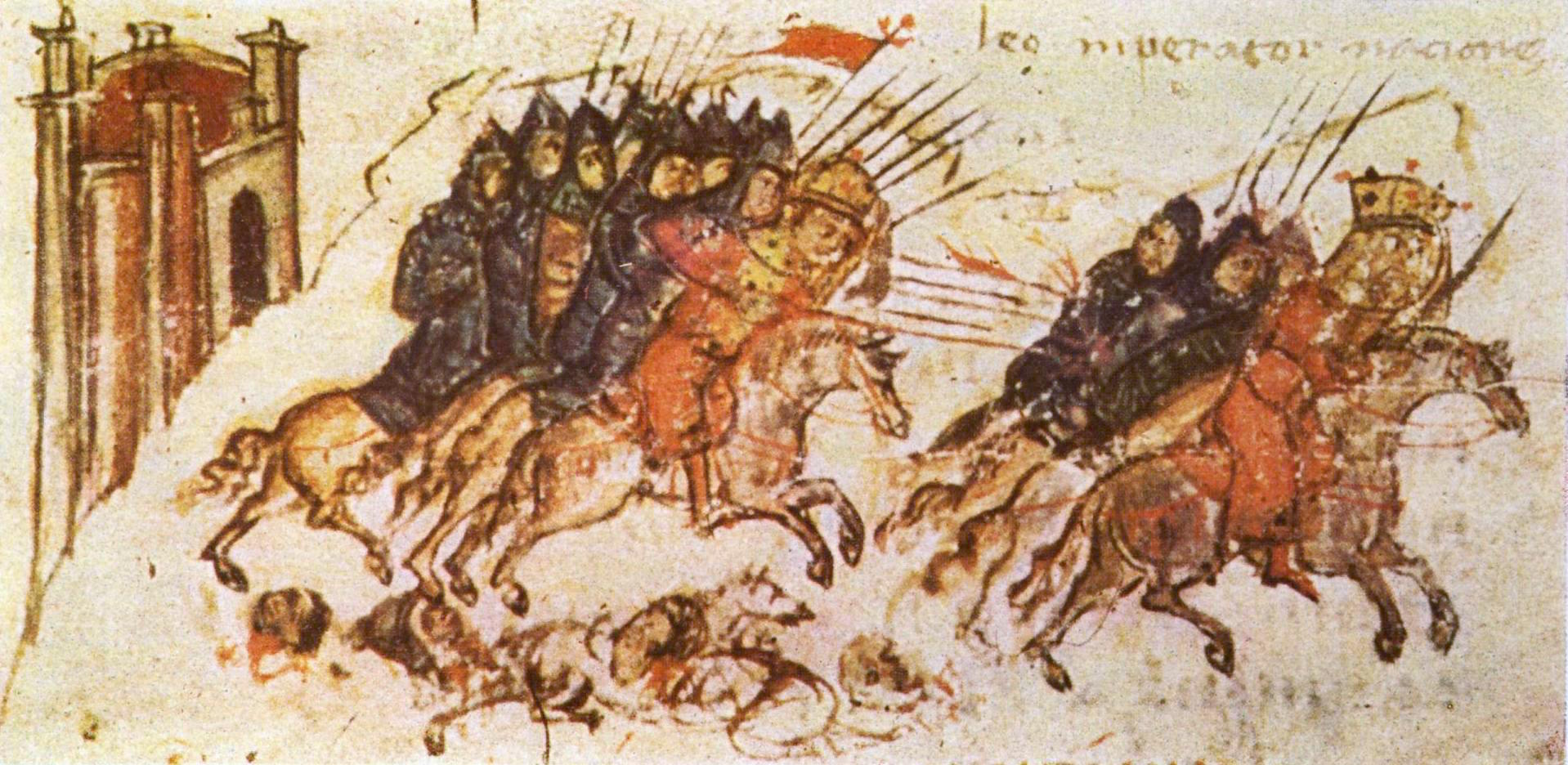
La batalla de Versinikia copia búlgara del de la Crónica de Manasés.

El camino a Constantinopla era claro y el ejército búlgaro dirigió hacia a la ciudad sin tener que encarar ninguna resistencia. Todavía quedaban varias fortalezas en Tracia que permanecieron en manos bizantinas, particularmente Andrinópolis que fue sitiada por el hermano de Krum. El 17 de julio de 813 él mismo Krum llegó a las murallas de Constantinopla y coloco su campamento sin obstáculos. A la vista de los ciudadanos de Constantinopla, Krum que también era el sumo sacerdote hizo un sacrificio al dios protobúlgaro Tangra, realizando algunos rituales paganos, luego los búlgaros construyeron trincheras a lo largo de la longitud entera de los muros de la ciudad y repentinamente Krum ofreció la paz.
León V accedió a las negociaciones pero tenía la intención de asesinar a traición a Krum y eliminar la amenaza sobre el Imperio bizantino. Durante las negociaciones, los bizantinos dispararon flechas a la embajada búlgara matando a algunos de ellos, incluido el kavján y otros oficiales, pero Krum se mantuvo intacto.
Enfurecido por la traición de los bizantinos, Krum ordenó que todas las iglesias, monasterios y palacios fuera de Constantinopla sean destruidos, los bizantinos capturados fueron asesinados y las riquezas de los palacios fueron enviados a Bulgaria en carretas. Luego todos los enemigos de las fortalezas en los alrededores de Constantinopla y el mar de Mármara fueron tomados y arrasados. Los castillos y asentamientos en el interior de la Tracia oriental fueron saqueados y devastaron toda la región. Luego Krum regresó a Andrinópolis y reforzó a las fuerzas sitiadoras. Con la ayuda de catapultas y arietes él obligó a la ciudad a rendirse. Los búlgaros capturaron a diez mil personas que fueron reubicados en Bulgaria a través del Danubio. Además cincuenta mil de otros asentamientos en Tracia fueron deportados también allí. Durante el invierno Krum volvió a Bulgaria y puso en marcha una seria preparación para el asalto final a Constantinopla. Las máquinas de asedio tuvieron que ser transportados a Constantinopla en cinco mil carretas cubiertos de hierro tirados por diez mil bueyes. Sin embargo, él murió a la altura de los preparativos el 13 de abril de 814.

## Ubicación de la batalla
La ubicación exacta de la fortaleza de Versinikia se desconoce. Según Teófanes ese castillo estaba situado a 60 km del campamento de Miguel Rangabé en Andrinópolis. En esa distancia desde el norte se encuentra el pueblo de Malomirovo a 42°8′32″N 26°38′34″E / 42.14222, 26.64278 en cuyos alrededores se descubrió una antigua inscripción búlgara durante el reinado del kan Krum. Se trata de la división del ejército búlgaro durante la campaña de 813 - el flanco izquierdo bajo el kavján Irtais fue concentrado en la costa de Anquialo (Pomorie) y Sozopol y el campamento se encontraba en el flanco en el área de Beroe (Stara Zagora) bajo el mando del ichirgu-boil Tuk. El centro bajo el mando personal de Krum se encontraba probablemente en la zona de la ciudad actual de Elhovo que esta próxima a Malamirovo. Es probable que el ejército Bizantino tomara posiciones a lo largo de las Alturas de Derventski que se sitúa en la actual frontera búlgaro-turca.